# Witold Gliński

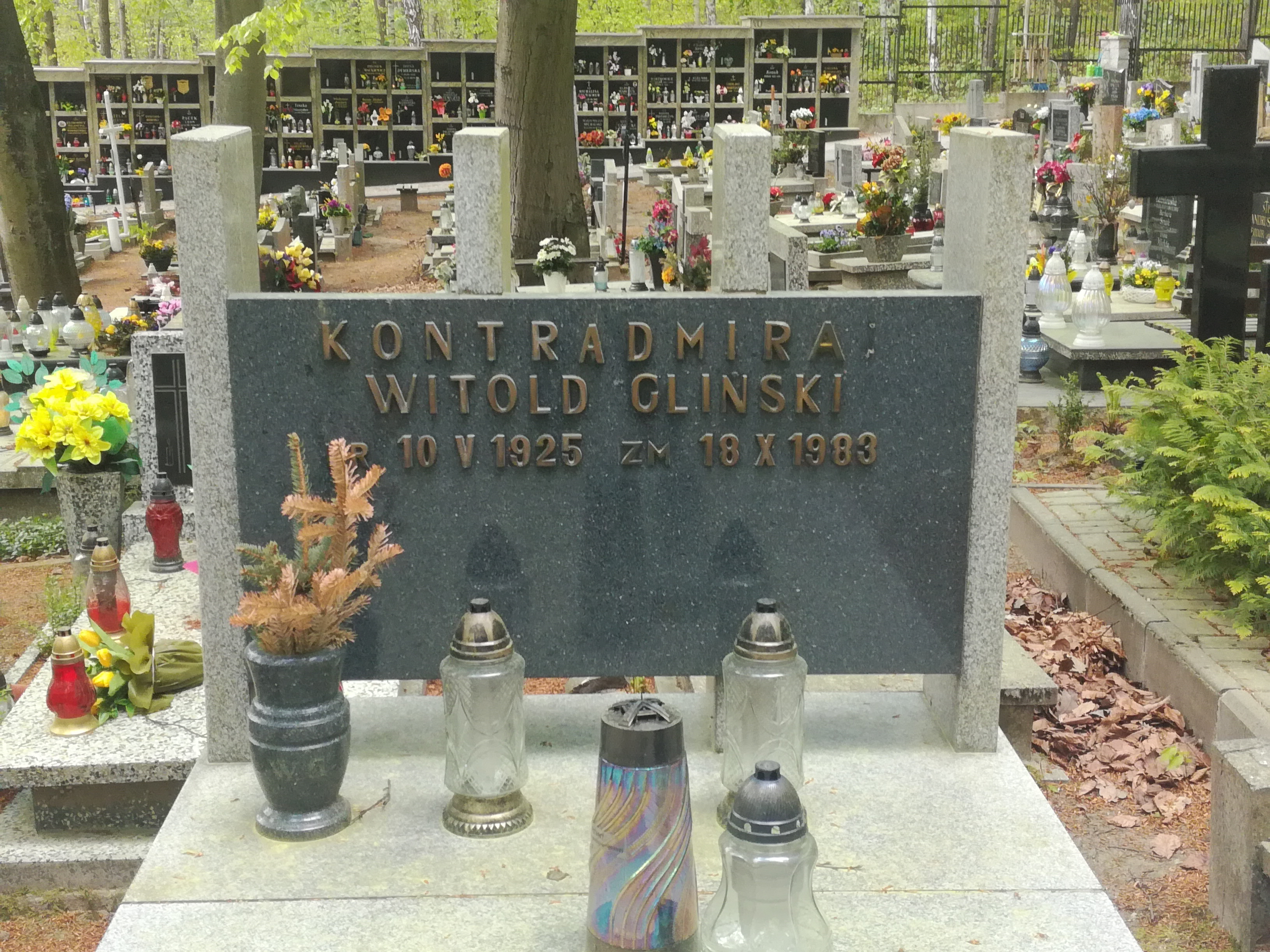
Grób kontradmirała Witolda Glińskiego na cmentarzu Witomińskim

Witold Gliński (ur. 10 maja 1925, zm. 18 października 1983) – polski kontradmirał i doktor nauk wojskowych.
Był morskim dyplomowanym oficerem pokładowym niszczycieli. W latach 1944–1946 przebył szlak bojowy spod Wrocławia pod Drezno w składzie 2 Armii Wojska Polskiego. Po II wojnie światowej służył w Marynarce Wojennej, dowodząc  ORP "Grom", 7 dywizjonem niszczycieli oraz 8 Flotyllą Obrony Wybrzeża. Przed śmiercią zajmował stanowisko komendanta Wyższej Szkoły Marynarki Wojennej. Został pochowany na cmentarzu Witomińskim w Gdyni.

## Wykształcenie
Witold Gliński urodził się 10 maja 1925 roku w  Malewie, w rodzinie Stefana i Teofili z Mazurów. Od 1932 do 1937 roku uczył się w szkole w Malewie, a do 1938 roku kontynuował naukę w Nieświeżu. Następnie uczęszczał do Gimnazjum im. Władysława Syrokomli w Nieświeżu, lecz ze względu na działania wojenne nie ukończył go. Po wcieleniu do 2 Armii Wojska Polskiego w 1944 roku ukończył frontowy kurs podoficerski.
W 1947 roku zdał maturę i został przyjęty na Wydział Pokładowy Oficerskiej Szkoły Marynarki Wojennej w Gdyni, który ukończył w 1951 roku. Był również absolwentem kursu (1952–1953) i studiów podyplomowych (1960–1963) w Akademii Marynarki Wojennej ZSRR w Leningradzie. W okresie od 1966 do 1967 roku studiował w Akademii Sztabu Generalnego Wojska Polskiego w Warszawie.
W 1972 roku zaliczył Kurs Kierowniczej Kadry Wojska Polskiego w Akademii Marynarki Wojennej ZSRR. W 1976 roku w Akademii Sztabu Generalnego Wojska Polskiego obronił rozprawę nt. obrony przeciwrakietowej zespołów okrętów i uzyskał stopień naukowy doktora w dyscyplinie nauki wojskowe.

## 2 Armia Wojska Polskiego
Służbę liniową rozpoczął na froncie wschodnim w 1944 roku. Otrzymał przydział do kompanii karabinów przeciwpancernych 28 pułku piechoty, w której był dowódcą drużyny, a następnie pisarzem kompanii. Brał udział w forsowaniu Nysy Łużyckiej oraz w starciach o Budziszyn, Drezno i Děčín. Po zakończeniu II wojny światowej uczestniczył w szeregach 28 pułku piechoty w potyczkach z oddziałami Ukraińskiej Powstańczej Armii.

## Marynarka Wojenna
Pierwsze stanowisko służbowe w Marynarce Wojennej objął na niszczycielu ORP "Błyskawica", na którym został oficerem nawigacyjnym. W latach 1953–1957 przebywał w Sztabie Głównym Marynarki Wojennej w Gdyni, kolejno na stanowiskach: pomocnika szefa Wydziału Wyszkolenia Bojowego ds. okrętów podwodnych (w 1953 roku), flagowego oficera nawigatora (1953–1957) oraz starszego inspektora Wydziału Wyszkolenia Bojowego ds. nawigacyjnych (w 1957 roku). Następnie dowodził 7 dywizjonem niszczycieli w Gdyni i jednocześnie niszczycielem ORP „Grom”.
Od 1963 do 1967 roku był szefem Wydziału Operacyjnego w Oddziale Operacyjnym Sztabu Głównego w Marynarki Wojennej, po czym objął funkcję szefa Sztabu – zastępcy dowódcy 8 Flotylli Obrony Wybrzeża w Świnoujściu. Od 1968 roku dowodził 8 Flotyllą Obrony Wybrzeża, a  w 1971 roku wyznaczono go komendantem Wyższej Szkoły Marynarki Wojennej im. Bohaterów Westerplatte w Gdyni.
Zasiadał w Komitecie Badań Morza i Radzie Naukowej Urzędu Gospodarki Morskiej. Był członkiem Towarzystwa Wiedzy Obronnej. Autor książki Morskie operacje desantowe w II wojnie światowej oraz kilkudziesięciu artykułów o tematyce wojenno-morskiej.
Zmarł wskutek choroby nowotworowej 18 października 1983 roku w Gdyni. Został pochowany na cmentarzu Witomińskim w Gdyni w nowej alei zasłużonych (kwatera 26-38-14). W ceremonii pogrzebowej uczestniczyło dowództwo Marynarki Wojennej z adm. Ludwikiem Janczyszynem na czele. W imieniu dowództwa Marynarki Wojennej zmarłego pożegnał kontradm. Romuald Waga.

## Awanse
- podporucznik marynarki – 1951
- porucznik marynarki – 1953
- kapitan marynarki – 1954
- komandor podporucznik – 1956
- komandor porucznik – 1960
- komandor – 1967
- kontradmirał – 1974

## Odznaczenia
- Krzyż Komandorski Orderu Odrodzenia Polski (1980)
- Krzyż Oficerski Orderu Odrodzenia Polski (1974)
- Krzyż Kawalerski Orderu Odrodzenia Polski (1966)
- Krzyż Walecznych (1945)
- Złoty Krzyż Zasługi (1959)
- Medal za Odrę, Nysę, Bałtyk (1946)
- Złoty Medal „Siły Zbrojne w Służbie Ojczyzny” (1968)
- Srebrny Medal „Siły Zbrojne w Służbie Ojczyzny”
- Brązowy Medal „Siły Zbrojne w Służbie Ojczyzny”
- Złoty Medal „Za zasługi dla obronności kraju” (1975)
- Srebrny Medal „Za Zasługi dla Obronności Kraju”
- Brązowy Medal „Za Zasługi dla Obronności Kraju”
- Złoty Krzyż „Za Zasługi dla ZHP” (1983)
- Srebrna odznaka "Zasłużonym miastu Gdyni" (1973)[2]
- Medal 25-lecia Bułgarskiej Armii Ludowej (1969, Bułgaria)[3]
- Krzyż Wojenny Czechosłowacki 1939 (1948, Czechosłowacja)
- Order Wojny Ojczyźnianej I klasy (1968, ZSRR)
- Medal „Za zwycięstwo nad Niemcami w Wielkiej Wojnie Ojczyźnianej 1941–1945” (1946, ZSRR)
- Wpis do Honorowej Księgi Czynów Żołnierskich (1975)